# Leopoldo Benites

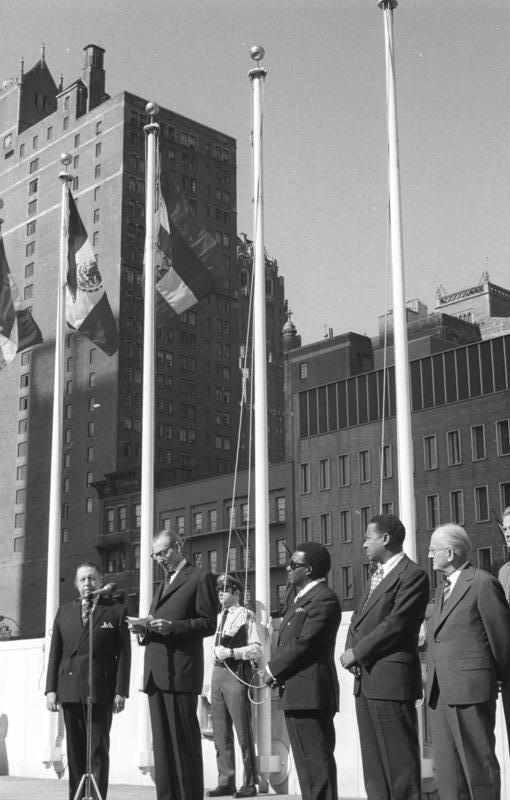
Leopoldo Benites (links außen) 1973 in New York

Leopoldo Benites Vinueza (* 17. Oktober 1905 in Guayaquil; † 12. März 1995 ebenda) war ein ecuadorianischer Diplomat und 1973 bis 1974 Präsident der UN-Generalversammlung.

## Studium und berufliche Tätigkeiten
Das Studium der Politikwissenschaften und Sozialwissenschaften an der Universität von Guayaquil schloss er mit einem Diplom ab. Leopoldo Benítes lehrte als Universitätsprofessor. Er veröffentlichte zudem verschiedene Essay- und Gedichtbände.
Von 1944 bis 1945 war er Mitglied der Verfassunggebenden Versammlung von Ecuador und arbeitete während dieser Zeit mit an der Verfassung.

## Diplomat
1947 wurde er zunächst Gesandter in Uruguay und übte dieses Amt bis 1952 aus. Von Oktober 1954 bis Januar 1956 war er Botschafter in Bolivien sowie anschließend bis November 1956 Botschafter in Argentinien. Dieses Amt übte er bis zu seiner Ernennung zum Ständigen Vertreter bei den Vereinten Nationen im August 1960 aus. Während dieser Jahre war er auch immer wieder Delegierter seines Landes bei Konferenzen der lateinamerikanischen Staaten.

## Aufstieg zum Präsidenten der UN-Generalversammlung
Bereits von Januar 1953 bis Juni 1954 war er stellvertretender Ständiger Vertreter Ecuadors bei der UNO.
Benítes wurde im Oktober 1960 Ständiger Vertreter von Ecuador bei den Vereinten Nationen. Gleichzeitig vertrat er sein Heimatland als Mitglied im Sicherheitsrat der UN von Oktober 1960 bis Dezember 1961. Darüber hinaus bekleidete er in der Zeit von 1961 bis 1970 einige weitere Ämter in Ausschüssen und Räten der UNO, so zuletzt 1970 als Vizepräsident der 25. Sitzung der UN-Generalversammlung.
Am 18. September 1973 wurde er als Nachfolger von Stanisław Trepczyński zum Präsidenten der UN-Generalversammlung gewählt und leitete als solcher die 28. Sitzung und die 6. Sondersitzung, ehe er am 17. September 1974 von Abd al-Aziz Bouteflika abgelöst wurde. Gleich am ersten Tag seiner Präsidentschaft 1973 erklärte Dr. Benítes die Deutsche Demokratische Republik und die Bundesrepublik Deutschland zu Mitgliedern der Vereinten Nationen.

## Veröffentlichungen
- „La mala hora y El enemigo“ (1927, Kurzgeschichten), PDF
- „Un Zapador de la Colonia“ (Biographie über Eugenio Espejo)
- „Argonautas de la selva : los descubridores del Amazonas“ (1945, Biographie über den Entdecker des Amazonas Francisco de Orellana)
- „Ecuador: drama y paradoja“ (1950, Sozial- und Wirtschaftswissenschaftliche Studien; vierte Auflage 2005 abrufbar als PDF bei der Comisión Nacional Permanente de Conmemoraciones Cívicas der ecuadorianischen Regierung unter http://www.conmemoracionescivicas.gov.ec/obras/dramayparadoja.pdf)

## Auszeichnungen
- Großkreuz des Nationalordens „Al Merito“ (Ecuador)
- Großoffizier des Ordens von „San Lorenzo“ (Ecuador)
- Großkreuz des Ordens „De Mayo“ (Argentinien)
- Großkreuz des Ordens „Condor de los Andes“ (Bolivien)
- Großkreuz des Ordens des Phoenix (Griechenland)
- Großkreuz des Ordens vom Aztekischen Adler (Mexiko)
- Großkreuz des Ordens „Isabela La Catolica“ (Spanien)
- Doctor honoris causa der Universität von Montevideo (Uruguay)